# 藤鬥嘩裟
藤 鬥嘩裟（ふじ つかさ、1992年9月18日 - ）は、日本の男性キックボクサー。本名は笠原 司（かさはら つかさ）。埼玉県富士見市出身。藤ジム所属。
松井章圭、魔裟斗を育てた師匠である藤ジムの加藤重夫会長が「魔裟斗を超える10年に1人の逸材」「魔裟斗が17 - 18歳でやっていた練習を14歳の時点で既にこなしている。」と絶賛している。
2008年3月の中学卒業（富士見市立西中学校第29回卒業生）後、勇志国際高等学校に入学し、インターネットで授業を受けている。
2011年4月からリングネームを藤 鬥嘩裟から鬥嘩裟に変更した。

## 来歴
幼稚園から空手を始め、小学3年生の時に埼玉県新座市にある藤ジムに入門しキックボクシングを始めた。
2003年5月3日、第14回全日本新空手道選手権大会 K-4グランプリ 小学3 - 4年生部 優勝。
2006年9月24日、天空キックボクシング協会主催興行において14歳の史上最年少でプロデビュー。25歳の鈴木朝春と対戦し、2Rに膝蹴りでKO勝ち。
2007年1月14日、天空でジョムホーツ・ソー・パラーンチャイに判定勝ち。
2007年4月15日、天空におけるプロ3戦目で初のメインイベントに登場し、森山進介に判定勝ち。
2007年6月3日、J-NETWORK興行に初参戦し、山野寛之に判定勝ち。
2007年7月22日、天空でクレイジー・ヒルと対戦。2R左肘打ちでまぶたをカットさせ、TKO勝ち。
2007年9月16日、J-NETWORKでノッパチャイ・ラッタナウォンと対戦。2R首相撲からの肘で眉間をカットし大流血。ドクターストップ負けとなり、デビュー以来の連勝が5でストップした。試合後、18針を縫う大怪我であった。
2007年11月9日、J-NETWORK「Championship Tour of J Final」で開催された「J-NETWORKフライ級王座決定ワンデイ・トーナメント」に出場。1回戦は三好純に判定勝ち、決勝も薩摩サザ波に判定勝ちし、日本キックボクシング史上最年少でのチャンピオンとなった。試合後、K-1関係者も見守る中「HIROYA選手に一言言いたい。近い将来に絶対にやると思いますが、絶対負けません」とアピールした。
2007年12月31日、K-1 PREMIUM 2007 Dynamite!!で開催された「K-1甲子園 U-18日本一決定トーナメント」の1回戦でHIROYAと対戦予定であったが、労働基準監督署への申請が間に合わず出場がキャンセルされた。当日はリング上で挨拶を行った。
2008年2月29日、J-NETWORK「Let's Kick with J 1st」で開催されたスーパーフライ級次期挑戦者決定トーナメントに出場予定であったがHIROYAとの試合のため出場を取りやめ、ワンマッチで大原清和と対戦。肘打ちでカットさせるなどして判定勝ち。試合後のマイクアピールで、HIROYAへのライバル心を見せた。
2008年3月、中学を卒業。
2008年4月9日、『K-1 WORLD MAX 2008 FINAL16』で大晦日に対戦が流れたHIROYAと改めて対戦し、判定負け。試合前から舌戦を繰り広げた。
2008年6月1日、J-NETWORKでヨンユット・JTクラブジムと対戦予定であったが、「HIROYA戦以降、練習に対するモチベーションが低下した」との理由で欠場し、J-NETWORKフライ級王座も返上した。
2008年8月29日、『K-1甲子園 KING OF UNDER 18 〜FINAL16〜』で平塚大士と対戦、判定負け。
2009年3月15日、J-NETWORKでフェザー級に転向して6か月ぶりに復帰し佐藤政人と対戦するも、顔面をカットするなどして判定負けを喫した。
2009年6月28日、K-1甲子園関東予選トーナメント（Aブロック）で優勝し本戦への切符を手に入れた。
2009年8月10日、『K-1甲子園 〜FINAL 16』の62kg級1回戦で増子航平と対戦し、3Rに2度のダウンを奪いTKO勝ち。10月26日、K-1 WORLD MAX 2009 FINALで行われた準々決勝で石田勝希と対戦し、判定負け。12月31日、Dynamite!! 〜勇気のチカラ2009〜のリザーブファイトで日下部竜也と対戦し、判定勝ち。
2010年9月20日、Krush初参戦となったKrush.10で小澤量哉と対戦し、3-0の判定勝ちを収めた。
2011年4月29日、J-NETWORK「TIME to CHANGE the KICK by J-SPIRIT 2nd」で、J-NETWORKスーパーフェザー級王者木村天鮮と対戦し、1Rにダウンを奪い2-0の判定勝ちを収めた。

## 戦績

### プロキックボクシング
| キックボクシング 戦績 | キックボクシング 戦績 | キックボクシング 戦績 | キックボクシング 戦績 | キックボクシング 戦績 | キックボクシング 戦績 | キックボクシング 戦績 |
| --------------------- | --------------------- | --------------------- | --------------------- | --------------------- | --------------------- | --------------------- |
| 16 試合               | (T)KO                 | 判定                  | その他                | 引き分け              | 無効試合              |                       |
| 10 勝                 | 2                     | 8                     | 0                     | 0                     | 0                     |                       |
| 6 敗                  | 1                     | 5                     | 0                     | 0                     | 0                     |                       |

| 勝敗 | 対戦相手                           | 試合結果                                      | 大会名                                                                                    | 開催年月日    |
| ×    | 鶴谷剛                             | 延長R終了 判定0-3                             | J-NETWORK「TIME to CHANGE the KICK by J-SPIRIT 4th」                                      | 2011年8月21日 |
| ×    | 笠原淳矢                           | 3R終了 判定0-2                                | J-NETWORK「TIME to CHANGE the KICK by J-SPIRIT 3rd」                                      | 2011年6月19日 |
| ○    | 木村天鮮                           | 3R終了 判定2-0                                | J-NETWORK「TIME to CHANGE the KICK by J-SPIRIT 2nd」                                      | 2011年4月29日 |
| ×    | 渡辺 武                            | 3R終了 判定0-3                                | Krush-EX 2011 vol.2                                                                       | 2011年2月13日 |
| ○    | 小澤量哉                           | 3R終了 判定3-0                                | Krush.10                                                                                  | 2010年9月20日 |
| ×    | 山崎秀晃                           | 3分3R終了 判定0-3                             | Krush×Survivor                                                                            | 2010年3月13日 |
| ×    | 佐藤政人                           | 3R+延長R終了 判定0-3                          | J-NETWORK「J-FIGHT 24」                                                                   | 2009年3月15日 |
| ○    | 大原清和                           | 3R終了 判定3-0                                | J-NETWORK「Let's Kick with J 1st」                                                        | 2008年2月29日 |
| ○    | 薩摩サザ波                         | 3R終了 判定3-0                                | J-NETWORK「Championship Tour of J Final」 【J-NETWORKフライ級王座決定トーナメント決勝】   | 2007年11月9日 |
| ○    | 三好純                             | 3R終了 判定3-0                                | J-NETWORK「Championship Tour of J Final」 【J-NETWORKフライ級王座決定トーナメント準決勝】 | 2007年11月9日 |
| ×    | ノッパチャイ・ラッタナウォン       | 2R 2:50 TKO（ドクターストップ：右まぶた負傷） | J-NETWORK「Championship Tour of J 2nd」                                                   | 2007年9月16日 |
| ○    | クレイジー・ヒル                   | 2R 1:14 TKO（ドクターストップ：右眉カット）   | 天空キックボクシング協会 「キックボクシング『天空』〜四季〜」                             | 2007年7月22日 |
| ○    | 山野寛之                           | 3R終了 判定3-0                                | J-NETWORK「TEAM DRAGON QUEST 1」                                                          | 2007年6月3日  |
| ○    | 森山進介                           | 5R終了 判定3-0                                | 天空キックボクシング協会 「キックボクシング『天空』〜東西南北〜」                         | 2007年4月15日 |
| ○    | ジョムホーツ・ソー・パラーンチャイ | 5R終了 判定3-0                                | 天空キックボクシング協会 「キックボクシング『天空』〜星雲〜」                             | 2007年1月14日 |
| ○    | 鈴木朝春                           | 2R 2:12 KO（膝蹴り）                          | 天空キックボクシング協会 「キックボクシング『天空』〜希望〜」                             | 2006年9月24日 |

### アマチュアキックボクシング
| 勝敗 | 対戦相手   | 試合結果                    | 大会名                                                                                   | 開催年月日     |
| ×    | 近藤大成   | 2分1R終了 判定1-2           | K-1甲子園 KING OF UNDER 18 〜FINAL 【K-1甲子園2010 1回戦】                               | 2010年11月20日 |
| ○    | 日下部竜也 | 2分3R終了 判定2-0           | Dynamite!! 〜勇気のチカラ2009〜 【K-1甲子園2009 62kg級 リザーブファイト】                | 2009年12月31日 |
| ×    | 石田勝希   | 2分3R終了 判定0-3           | K-1 WORLD MAX 2009 World Championship Tournament FINAL 【K-1甲子園2009 62kg級 準々決勝】 | 2009年10月26日 |
| ○    | 増子航平   | 3R 1:22 TKO（2ノックダウン) | K-1甲子園 〜FINAL 16 【K-1甲子園2009 62kg級 1回戦】                                      | 2009年8月10日  |
| ×    | 平塚大士   | 2分3R終了 判定1-2           | K-1甲子園 KING OF UNDER 18 〜FINAL16〜 【K-1甲子園2008 1回戦】                           | 2008年8月29日  |
| ×    | HIROYA     | 3R終了 判定0-3              | K-1 WORLD MAX 2008 World Championship Tournament FINAL16 【K-1 WORLD YOUTH 特別試合】    | 2008年4月9日   |

### エキシビションマッチ
| 勝敗 | 対戦相手 | 試合結果 | 大会名                                      | 開催年月日    |
| －   | 村越凌   | 2分3R    | K-1甲子園2010 地区代表決定戦 東日本ラウンド | 2010年8月25日 |

## 獲得タイトル
- 第3代J-NETWORKフライ級 王者

## その他
- 2007年、デビュー3戦目を前にスポーツブランド「ボディメーカー」と専属モデル契約を交わした。